# Theatini
Theatini (latinsky Ordo Clericorum regularium, zkratka OTheat. nebo CRth) nazývaní také kajetáni je označení pro katolického řeholního řádu – regulované kleriky, členy mužského církevního řádu založeného ve druhé čtvrtině 16. století v Římě. Řád měl v Itálii také svou ženskou větev.

## Název
Název kajetáni se odvozuje od Kajetána z Tiene, svatořečeného v 17. století. Pojmenování theatini řád získal podle titulárního chrámu v Chieti (latinsky Theatinum) druhého ze zakladatelů, kardinála Gianpietra Caraffy, pozdějšího papeže Pavla IV., latinsky episcopus Theatinus. Úplný latinský název řádu zní Ordo Clericorum Regularium vulgo Theatinorum či Clerici regulares Theatini.
Theatini nemají vlastní řádový šat, nosí černý kněžský talár. Ve znaku mají černý latinský kříž na stříbrném nebo zeleném trojvrší ve zlatém poli.

## Historie
Řád založil právník a klerik Kajetán z Tiene spolu s Giovanni Pietrem Carafou a se členy mužského náboženského bratrstva laiků Congregatio della divine Amore při kostele svaté Dorotey v Římě na svátek Nalezení sv. Kříže 5. června 1524. Roku 1526 stanovy řádu schválil papež Klement VII. Oba zakladatelé stanovili pro řád, i na tu dobu, neobvykle tvrdá pravidla. Theatini nesměli vlastnit majetek, nesměli ani žebrat. Měli se spoléhat pouze na boží prozřetelnost. Jejich kritikové právě toto svěření se boží prozřetelnosti často kritizovali a poukazovali na to, že především v dobách bídy či válek s takovými pravidly řád dlouho nepřežije. Sv. Kajetán se však nedal zviklat. Řád si stanovil za cíl činnosti duchovní obrodu kléru v době boje s reformací, misie, charitativní činnost, výchovu mládeže a duchovní správu. Centrum řádu se brzy přesunulo přes Benátky do morem zasažené Neapole, kde Kajetán konal v letech 1527-1528 duchovní a zdravotní službu, doprovázenou zázraky a údajným odvrácením morové epidemie. Zde také zemřel a byl pohřben. Posléze se centrum generalátu přesunulo zpět do Říma k nově postavenému kostelu Sant'Andrea della Valle, kde sídlí dodnes.

### Evropa

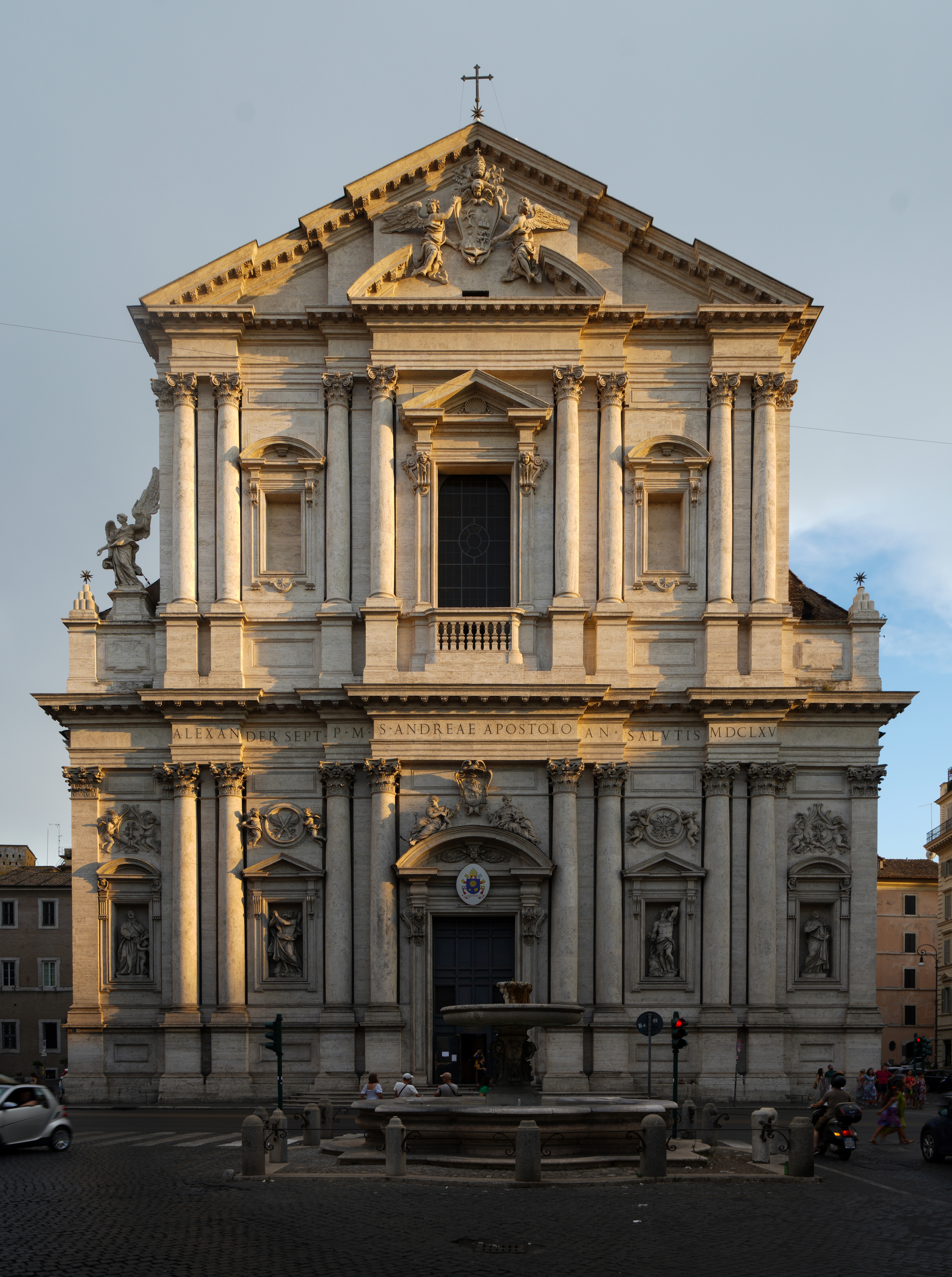
Mateřský kostel theatinů, Sant’Andrea della Valle v Římě

Řád se během 17. století rozšířil do celé katolické Evropy a proslul významnými architektonickými projekty chrámů, počínaje návrhy řádového architekta a matematika Guariniho. V jižní Evropě k jeho centrům patřily Neapol,Palermo, Řím a Madrid, ve střední Evropě Vídeň, Salcburk, Mnichov, Krakov, Lvov a Praha. Misie byly vyslány také do Ruska.

### Svět
Řád je činný dodnes nejen v Evropě, ale i v severní i jižní Americe, severní Africe a v Asii. V roce 2007 sídlil na 33 místech světa a měl 203 členů, z toho 129 kněží. Generálním převorem je od roku 2007 Valentín Arteaga y Sánchez-Guijaldo.

### České země

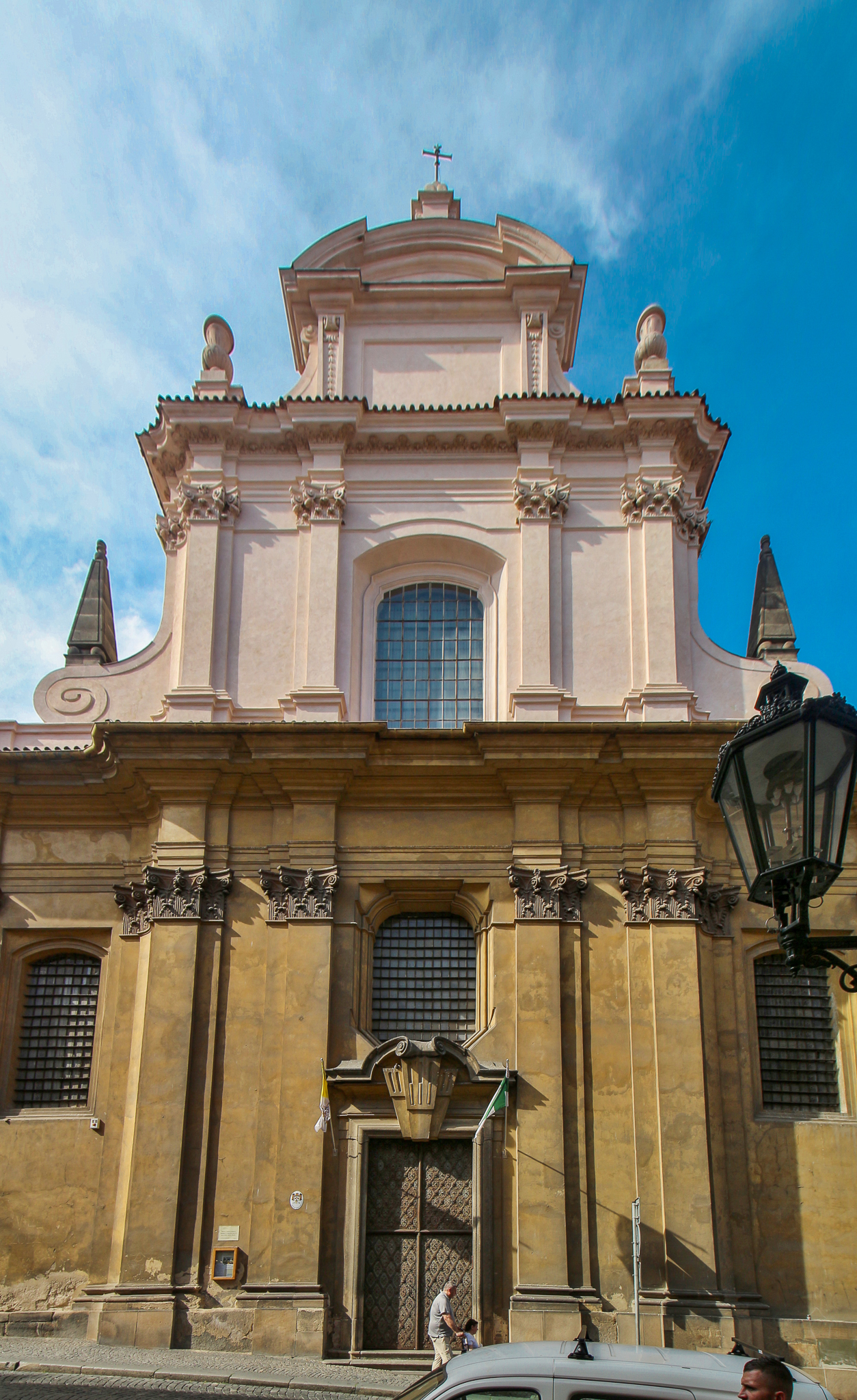
Kostel Panny Marie ustavičné pomoci při malostranském klášteře theatinů v Nerudově ulici v Praze

V Čechách se kajetáni usídlili roku 1665, kdy jejich misijní skupinu na cestě do Rusi přijal v Praze purkrabí Bernard Ignác Jan z Martinic a žádal o jejich usídlení císaře Leopolda I. Poskytl kajetánům svou kapli Panny Marie Altöttinské s domem a vinicí za Strahovskou branou (v Břevnově) nazývanou podle nich Kajetánka. Nejpozději roku 1666 se zde usadili tři theatini: Štěpán Schiattini původem z Janova, superior Jan Comino z Verony a Salvator Gallo. Další kapli, zasvěcenou Panně Marii Einsiedelnské získali od Ludmily Benigny hraběnky Šternberkové na Hradčanech, přímo pod rampou Pražského hradu (adaptovanou v osmdesátých letech 20. století na kavárnu U kajetánů). Od roku 1684 kajetáni získali dva domy v Ostruhové (dnešní Nerudově) ulici, které si dali přestavět na kostel Panny Marie po ochranou Boží Prozřetelnosti a svatého Kajetána s theatinským klášterem (čp. 194/III.), kde působili a provozovali učiliště pro šlechtické syny až do zrušení řádu císařem Josefem II. v roce 1783. V roce 1709 dali u Ferdinanda Maxmiliána Brokoffa zhotovit pro Karlův most sousoší svého patrona sv. Kajetána.